# ハリー・シドンズ・モウブレー
ハリー・シドンズ・モウブレー（Harry Siddons Mowbray、1858年8月5日 - 1928年1月13日）はアメリカ合衆国の画家である。装飾画や「オリエンタリズム」の絵画で知られる。

## 略歴
エジプトのアレクサンドリアでイギリス人の両親のもとに生まれたが、父親のジョン・シドンズ(John Henry Siddons)はモウブレーが1歳の時熱病で没し、母親とアメリカに移った。5歳の時母親も事故で亡くなり、母親の妹とその夫、ジョージ・モウブレー(George Mowbray)の養子となって、マサチューセッツ州のノースアダムズで育った。陸軍士官学校で1年間学んだ後、画家になるために1879年にパリに渡り、レオン・ボナに学んだ。1883年にローマに旅し、イタリアの巨匠の作品に学んだ。1888年にニューヨークのナショナル・アカデミー・オブ・デザインに出展した作品は賞を受賞した。1891年にはナショナル・アカデミー・オブ・デザインの正会員に選ばれた。
1896年にアメリカに戻り、その年アメリカ芸術家協会(Society of American Artists)の会員になった。アメリカに戻ってからは、装飾画で知られ、控訴裁判所やF.W.ヴァンダービルト邸、モルガン・ライブラリーなどの壁画、天井画を描いた。1901年頃からアート・スチューデンツ・リーグ・オブ・ニューヨークで教えた。1902年から1904年の間、ローマの在ローマ・アメリカ・アカデミーの校長を務めた。モウブレーの教えた学生にはフローレンス・ゴトホールド(Florence Wolf Gotthold)やクララ・マクチェスニー(Clara Taggart MacChesney)がいる。

## 作品

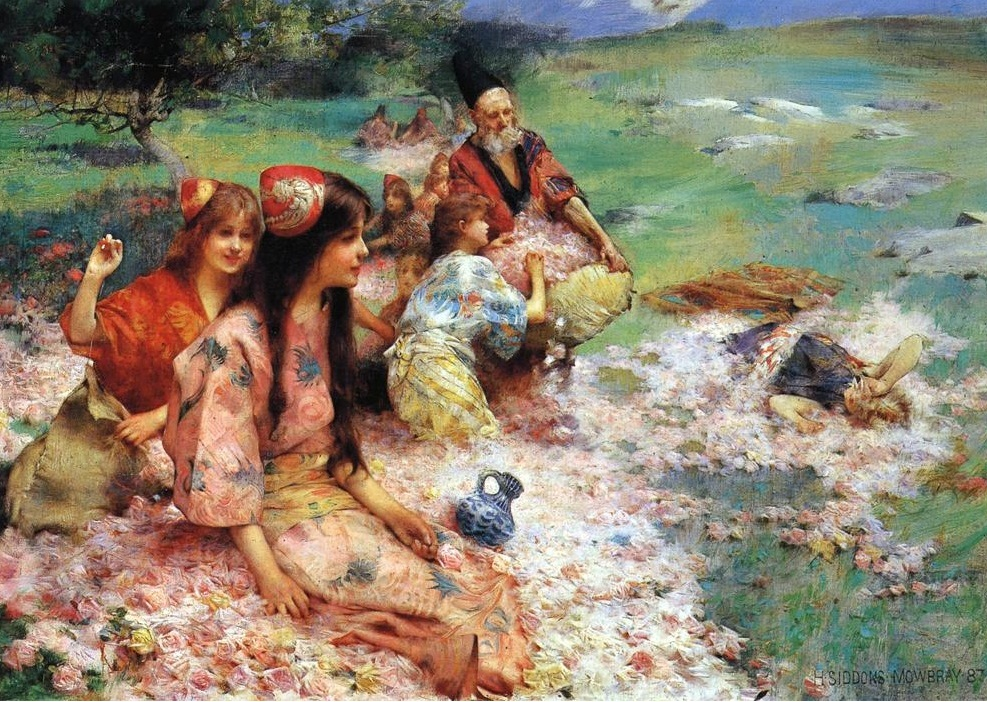
"Rose Harvest" (1887)
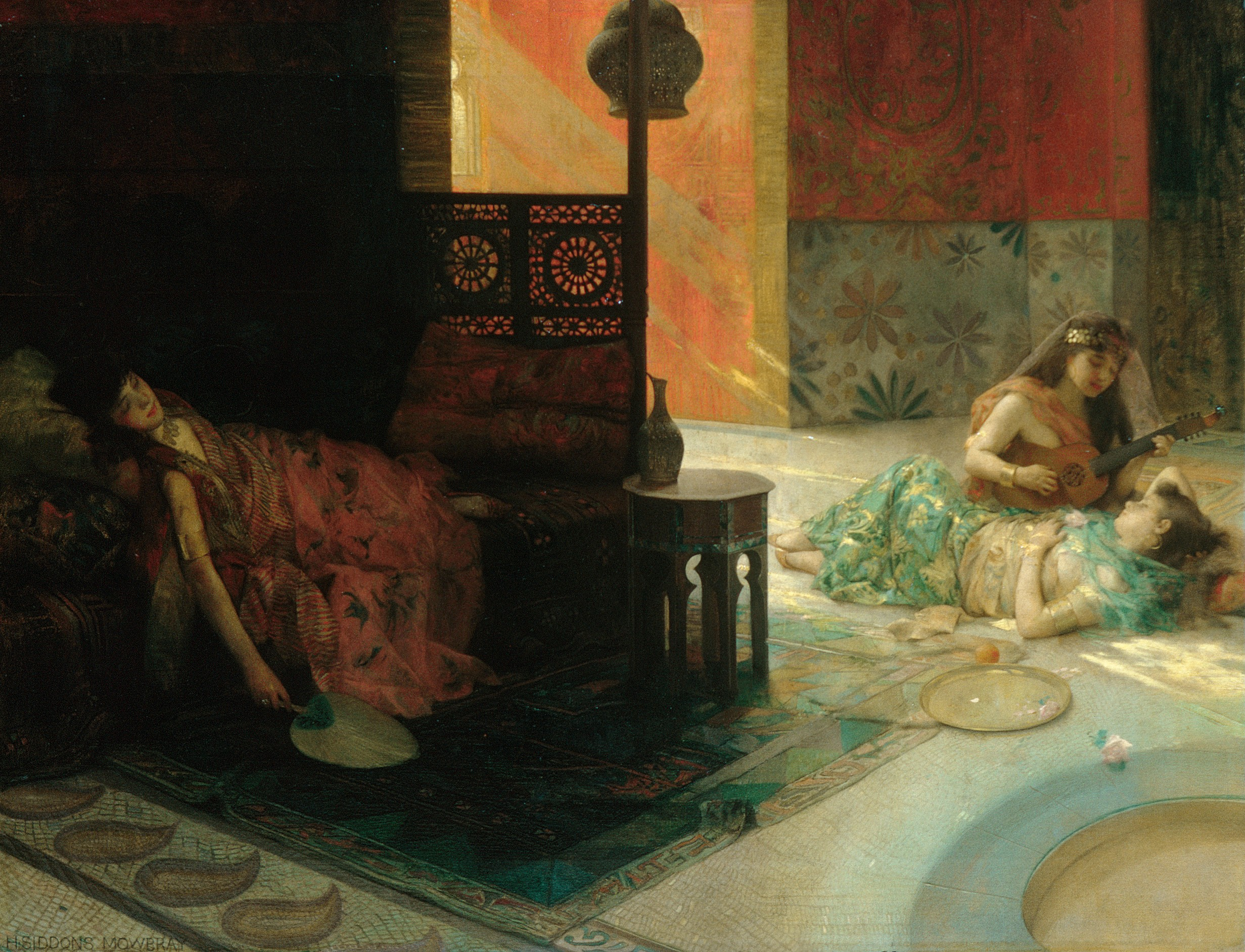
"Harem Scene" (1895)
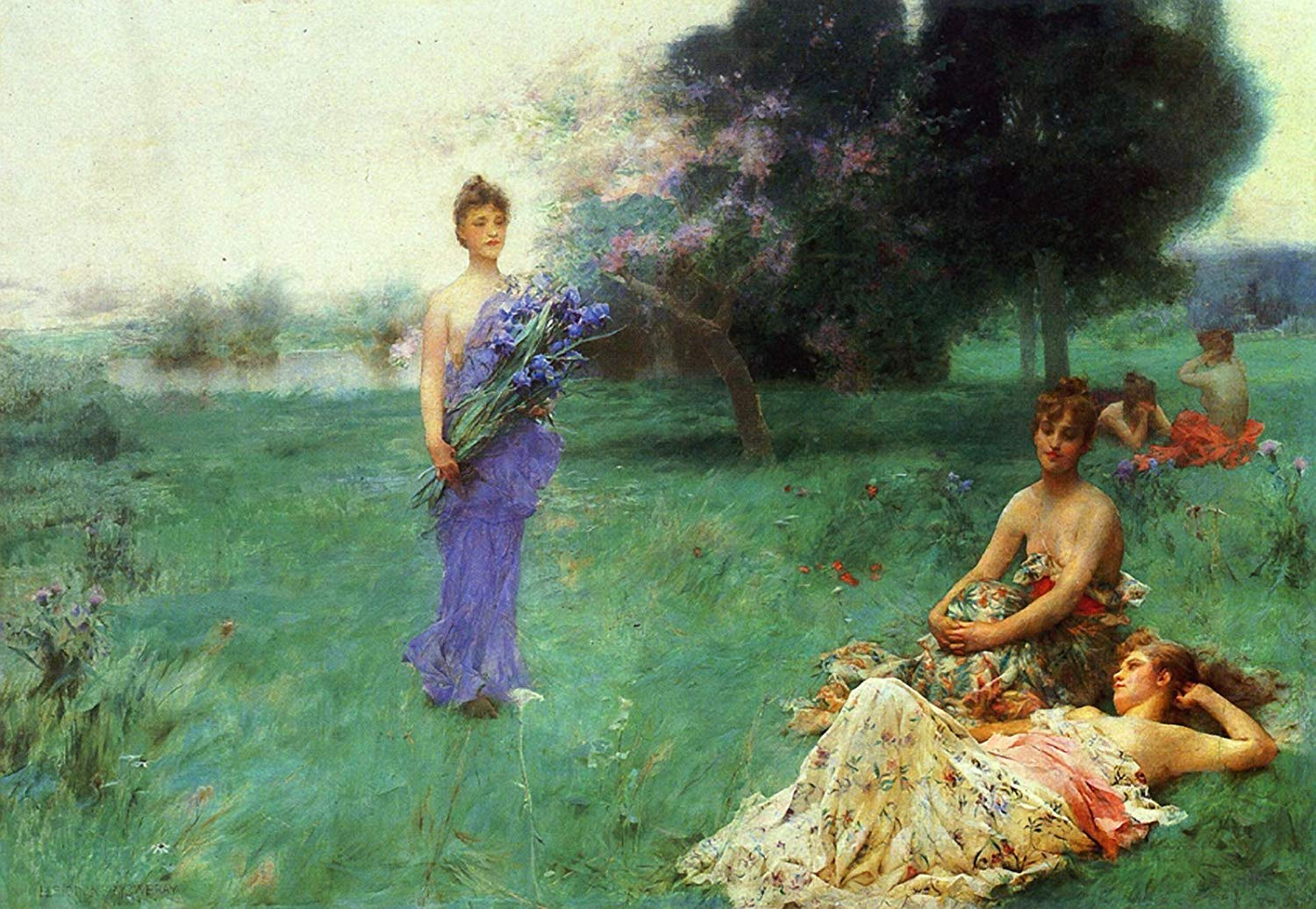
"Summer Idyll"
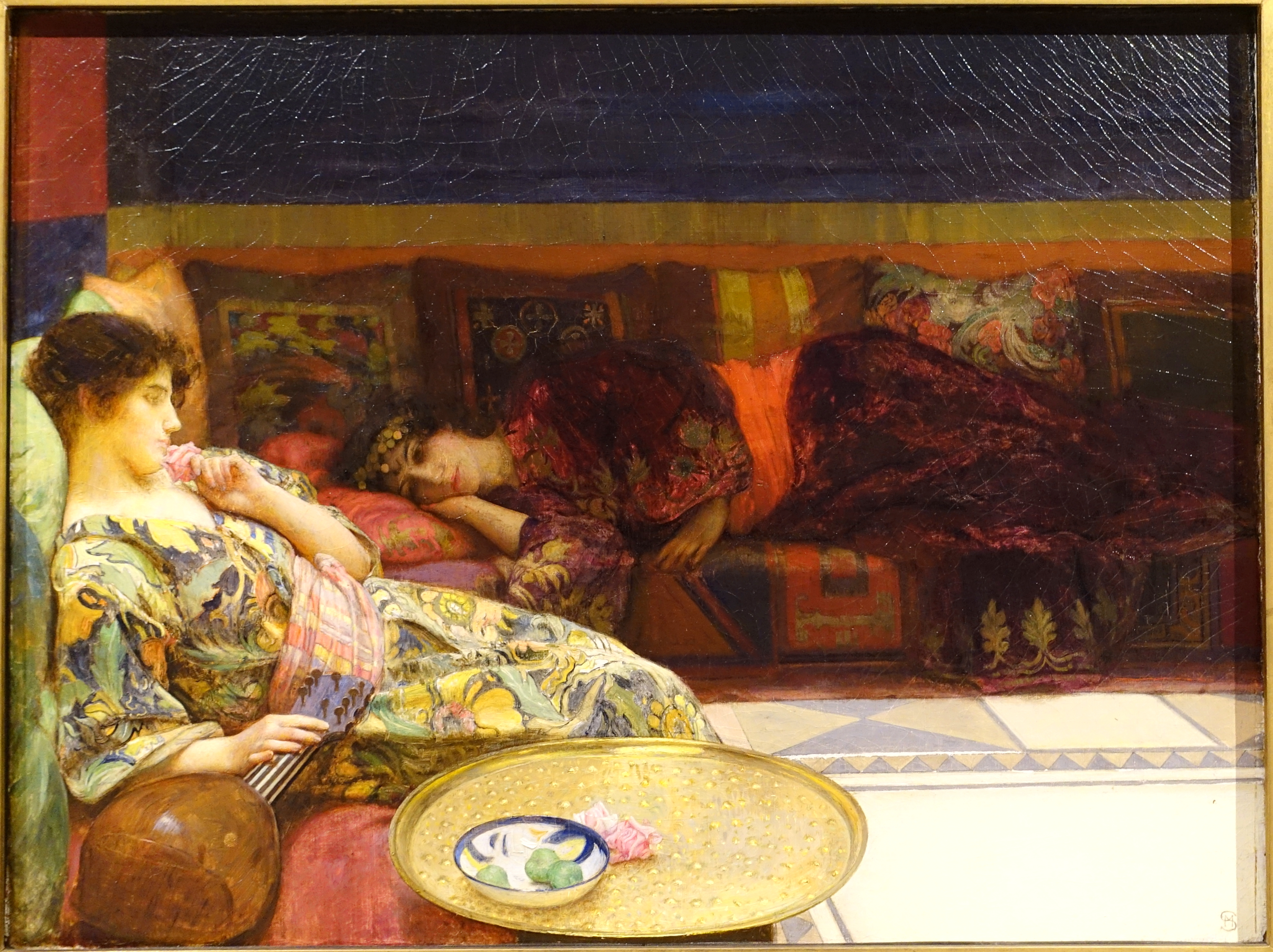
"Repose"
壁画
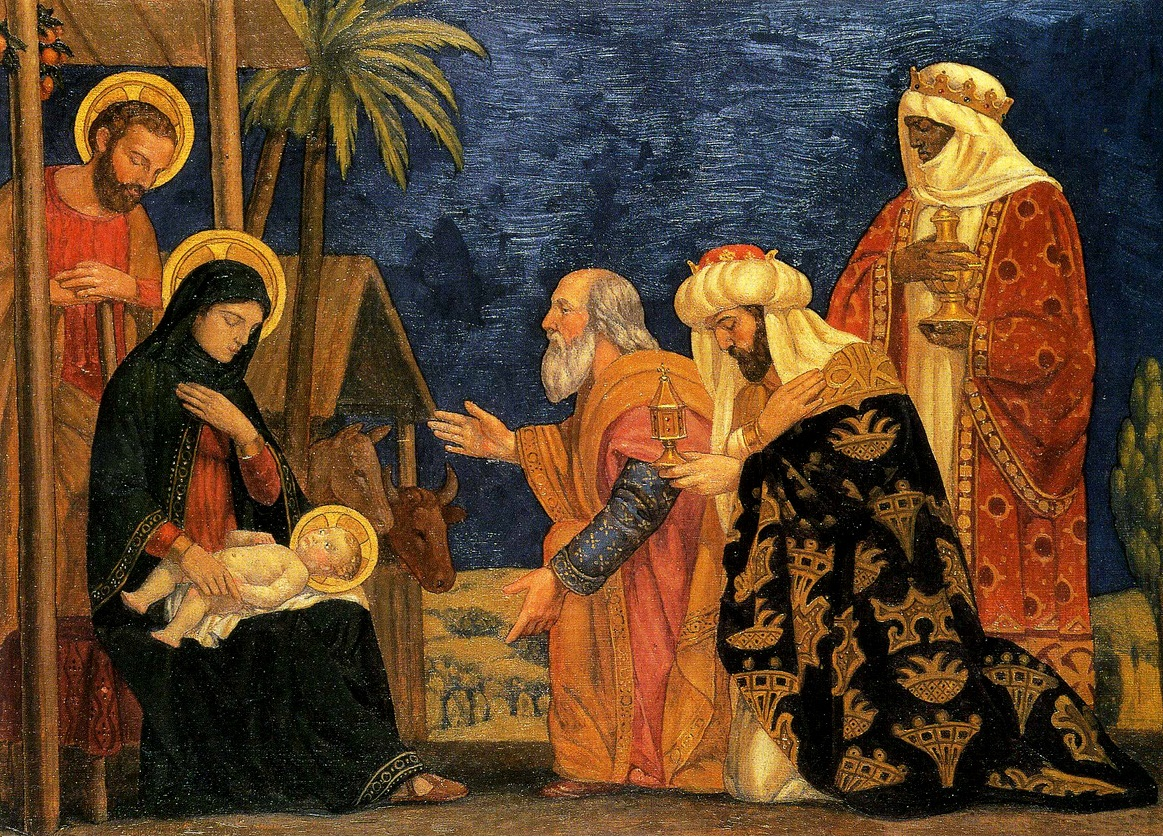
"The magi" (1915)